# 鑑真大和尚
《鑑真大和尚》是唐代高僧鑒真東渡日本傳法故事改編的動畫電影，大愛電視製作，於2010年5月7日在臺灣上映。
本作品在台灣上映時，展現了慈濟驚人的動員力，台北市票房超過新台幣1000萬元，全台票房更超過新台幣3000萬元，不僅是台灣動畫票房史上少見的好成績，也打破了一般習慣以台北市票房乘以二來估算臺灣票房的方式。

## 劇情大綱
733年，日本派留學僧隨遣唐船隊到唐土取經，並邀聘戒師到日本傳佛法。由於日本的僧團的管理制度不周，欠缺戒律規範的僧團行儀墮落，造成混亂。日本僧侶抵達洛陽後過了十年，於742年在引介下前往揚州大明寺拜見鑑真和尚，但他們都很擔憂無人願意前往日本傳法。日本僧人向鑑真說明了日本佛教的困境，以及僧眾腐化的問題。鑑真問在座弟子是否有人願意東渡日本傳法，但弟子都因路途遙遠、海象凶險而不敢答應，鑑真表示要自行前往，幾位弟子深受感動，也隨他前往日本。
由於私自出國有違國法，他們便秘謀策劃行程，但鑑真一位弟子批評如海和尚的德行不足，便通報官府，誣告鑑真和日本僧人與海盜勾結。雖然僧眾在四個月後就被釋放，但第一次東渡也因此以失敗告終。743年12月，鑑真一行籌備第二次東渡，但船隻遭遇風雨，還未出海就擱淺在長江口，船隻修好後，又遭大風，漂流至舟山群島，僧人被安置到阿育王寺，水手和工匠則遣返回鄉，東渡失敗。鑑真準備再次東渡，但阿育王寺的僧人為了挽留鑑真，便通報官府有日本僧人潛藏在唐土，第三次東渡就此作罷。
鑑真決定從福州出發東渡，然而越州得知此事後，為了將鑑真留下，再次通報官府阻攔鑑真，讓官府「護送」鑑真回揚州。第四次東渡不了了之。748年，隨著官府的戒備逐漸鬆懈，鑑真籌畫再次東渡，但出航後便遭遇風暴，漂流到振州（海南島），鑑真在當地暫時停留、講律授戒、修繕寺院，他的視力逐漸衰退，但仍堅持到日本傳法的心願。753年，日本遣唐使吉備真備等人詢問鑑真和尚東渡的意願，由於當時唐玄宗篤信道教，有意派道士前去日本，但日本拒絕，導致朝廷不允許鑑真東渡，因此鑑真只能秘密出海。鑑真率弟子暗中登船，與日方會合，在歷經六次東渡，鑑真終於抵達日本。
鑑真抵達日本後受到孝謙天皇隆重禮遇，並受封「傳燈大法師」，鑑真肩負起規範日本僧眾的責任，但這引起日本本土自誓受戒派的反對。雙方對戒律制度展開辯論，讓日方僧人折服。759年，鑑真建立唐招提寺。763年，鑑真於日本奈良圓寂，享年76歲。入滅之前，弟子為鑑真立夾漆像，傳世至今。

## 外部連結
- Yahoo奇摩電影上《鑑真大和尚》的資料（繁體中文）
- 開眼電影網上《鑑真大和尚》的資料（繁體中文）
- 豆瓣电影上《鑑真大和尚》的資料 （简体中文）
- 互联网电影数据库（IMDb）上《鑑真大和尚》的资料（英文）
- 《鑑真大和尚》電影FB粉絲團 （页面存档备份，存于）
- 2011年台灣電影年鑑 （页面存档备份，存于）第160~162頁